# Saint-Angel (Corrèze)
Saint-Angel település Franciaországban, Corrèze megyében. Lakosainak száma 705 fő (2022. január 1.). Saint-Angel Alleyrat, Chaveroche, Combressol, Mestes, Meymac, Palisse, Ussel és Valiergues községekkel határos.

## Népesség
A település népessége az elmúlt években az alábbi módon változott:
| Lakosok száma | 638  | 562  | 566  | 668  | 691  | 707  | 709  | 704  | 702  | 705  |
|               | 1968 | 1982 | 1990 | 2006 | 2013 | 2015 | 2017 | 2019 | 2020 | 2022 |